# Stelis roseopunctata
Stelis roseopunctata är en orkidéart som först beskrevs av John Lindley, och fick sitt nu gällande namn av Ined. Stelis roseopunctata ingår i släktet Stelis och familjen orkidéer. Inga underarter finns listade i Catalogue of Life.